# Dominick Arduin
Pour les articles homonymes, voir Ardouin, Arduin et Hardouin.
Dominick Arduin (1961-2004) est une exploratrice française qui a disparu lors d'une tentative d'atteindre le pôle Nord à ski
,.

## Biographie
Dominick Arduin a grandi dans les Alpes.[réf. nécessaire]). Elle devint orpheline lors d'un accident de voiture. Elle a survécu à un cancer et a été enfant unique après le décès de sa sœur.[réf. nécessaire])
En 1988, Dominick Arduin déménage en Finlande. Pendant 15 ans, elle travaille comme guide en Laponie finlandaise et obtient la nationalité finlandaise en 1998,.
Dominick Arduin atteint le pôle Nord magnétique au printemps 2001 au bout de 35 jours.
En 2003, lors de sa première tentative d'atteindre le pôle Nord géographique, elle est secourue après être tombée dans l'eau. La plupart de ses orteils ont dû être amputés pour cause de gelure.
Le 5 mars 2004, Dominick Arduin débuta sa seconde tentative de devenir la première femme à attendre le Pôle Nord en solitaire à ski
,.
Elle partit du cap Arctique en Sibérie. Le contact avec la balise Argos est perdu après un jour d'expédition et 25 kilomètres de progression sur la banquise. Un hélicoptère de secours échoua à retrouver sa trace, ayant toutefois pu secourir un autre aventurier (Frédéric Chamard-Boudet). Les recherches furent arrêtées le 21 mars. Dominick Arduin est probablement morte noyée en tentant de traverser un trou dans un champ de glace.